# Vampyrodes caraccioli
Vampyrodes caraccioli (Thomas, 1889) è un pipistrello della famiglia dei Fillostomidi, unica specie del genere Vampyrodes (Thomas, 1900), diffuso nell'America centrale e meridionale.

## Descrizione

### Dimensioni
Pipistrello di medie dimensioni, con la lunghezza della testa e del corpo tra 77 e 89 mm, la lunghezza dell'avambraccio tra 47 e 56 mm, la lunghezza del piede tra 12 e 19 mm, la lunghezza delle orecchie tra 19 e 23 mm e un peso fino a 47 g.

### Caratteristiche craniche e dentarie
Il cranio è grande e robusto, con un rostro corto. Gli incisivi superiori sono taglienti, con il paio più esterno più piccolo e leggermente separati dagli altri. Gli incisivi inferiori sono bifidi.
Sono caratterizzati dalla seguente formula dentaria:

### Aspetto
Le parti superiori variano dal brunastro al bruno-grigiastro e sono più chiare sulla testa e le spalle. Le parti ventrali sono leggermente più chiare e grigiastre, con la base dei peli pallida. Sono presenti su ogni lato della testa due strisce bianche. La prima si estende sopra l'occhio, dal naso fino a sopra la fronte, mentre l'altra scorre sotto l'occhio dall'angolo del muso alla base anteriore dell'orecchio. Una striscia biancastra longitudinale dorsale inoltre si estende dalla nuca alla base dell'uropatagio. Le orecchie sono bordate di giallo o color crema. La foglia nasale è ben sviluppata e contornata di giallo o crema. Il muso è allungato. L'avambraccio, gli arti inferiori e i piedi sono ricoperti di peli. È privo di coda, mentre l'uropatagio è stretto, con una distinta frangia di peli lungo il bordo posteriore, a forma di V nella sottospecie V.c.major e a forma di U in V.c.caraccioli. Il cariotipo è 2n=30 FN=52.

## Biologia

### Comportamento
Si rifugia in piccoli gruppi formati da 1-4 adulti e dai loro piccoli sotto grandi foglie, fronde di palme e tra gli arbusti da 7 a 12 metri dal suolo. Le foglie non vengono arrotolate come in altre specie simili. La composizione del gruppo rimane stabile anche se abitualmente cambiano i siti di riposo dopo due giorni. Un gruppo è composto da un maschio e 2-3 femmine mentre i maschi singoli vivono solitari. La ricerca di cibo inizia 45 minuti dopo il tramonto. Il volo è diretto verso gli alberi da frutto, il quale viene staccato e consumato ad una distanza di circa 100 metri. Visitano 2-3 alberi a notte ed intervallano periodi di inattività a voli di circa 30 minuti.

### Alimentazione
Si nutre principalmente di frutti come la papaya, la banana e alcune specie locali di fichi. Si ciba anche di polline e nettare.

### Riproduzione
Sono presenti due periodi riproduttivi successivi seguiti da un periodo di pausa tra luglio e settembre. Femmine gravide sono state osservate tutto l'anno tranne che nei mesi di maggio, settembre e dicembre.

## Distribuzione e habitat
Questa specie è diffusa dal Messico meridionale fino alla Bolivia centrale e alle isole di Trinidad e Tobago.
Vive in foreste sempreverdi tropicali stratificate tra 300 e 1.000 metri di altitudine. Si trova anche on giardini e piantagioni.

## Tassonomia
Sono state riconosciute 2 sottospecie:
- V.c.caraccioli: Isole di Trinidad e Tobago, Colombia orientale, Venezuela, Guyana, Suriname, Guyana francese, Ecuador orientale, Perù, Bolivia settentrionale e centrale, Brasile centrale e sud-orientale;
- V.c.major (G. M. Allen, 1908): Stati messicani di Chiapas e Oaxaca; Belize, Guatemala, Honduras, Nicaragua, Costa Rica, Panama, Colombia centro-occidentale.

## Conservazione
La IUCN Red List, considerato il vasto areale e la tolleranza a molteplici habitat, classifica V.caraccioli come specie a rischio minimo (Least Concern)).